# Globidonta
Globidonta è un clade di alligatoroidi che include alligatori, caimani e forme estinte strettamente correlate. È definito come un clade alla base del gambo che comprende Alligator mississippiensis (l'alligatore del Mississippi) e tutte le forme più strettamente correlate ad esso rispetto a Diplocynodon. La gamma di fossili del gruppo si estende nel Cretaceo superiore con i primi alligatoroidi come Albertochampsa e Brachychampsa. I globidonti estinti erano particolarmente comuni in Nord America e in Eurasia, e la loro distribuzione attuale include anche il Sud America.
I globidontani basali sono caratterizzati da un muso smussato e da denti bulbosi. I moderni globidonti hanno il muso appiattito e denti più conici, e la loro dieta è più generalizzata dei precedenti globidonti. Generalmente si prevede che le forme generalizzate siano ancestrali a forme più specializzate piuttosto che discendenti di esse, quindi è inusuale che i membri basali del gruppo appaiano specializzati. Ciò sembra in conflitto con la "Legge della non specializzazione", proposta per la prima volta da Edward Drinker Cope, nel 1894. Sotto la Legge della non specializzazione, il cambiamento morfologico è sempre diretto verso la specializzazione, e le forme specializzate non possono più diventare "non specializzate". Tuttavia, ciò è inverso nei globidonti, ma può essere osservato nei membri più basali di Alligatoroidea e Crocodyloidea.
I globidonti dal muso piatto si sono evoluti due volte nella storia del clade: la prima volta nei caimani e la seconda negli alligatori. Alligator sinensis, l'alligatore cinese, ha un muso leggermente smussato e potrebbe essere considerato specializzato. Tuttavia, il suo muso non è così spigoloso come quelli di altri globidonti basali come Albertachampsa.
Se l'ultimo antenato comune di Diplocynodon e Globidontan fosse più simile a Diplocynodon, avrebbe avuto una forma del muso generalizzata. È anche possibile che la forma generalizzata di Diplocynodon possa anche essere sorto da un antenato specializzato con il muso smussato. Baryphracta, un diplocynodontino strettamente imparentato con Diplocynondon, ha un muso smussato e potrebbe essere apparso simile al suo antenato.